# ジュスカ・グランペール
ジュスカ・グランペール (Jusqu'à Grand-Père)は、京都発の日本の2人組インストゥルメンタルユニット。
ジプシージャズやパリミュゼット、ラテン音楽、クラシック音楽など様々な音楽の要素を取り入れた「ジュスカサウンド」は、ジャンルを越えて独自の世界観を作り出している。

## 略歴
1999年、高井博章、ひろせまこと、清水健太郎（ベース）の3人でジュスカグランペールとして活動開始。その後、清水は脱退するが、高井とひろせでDuoとして活動を続ける。ちなみに清水が参加しているのは2002年にリリースされた1枚目の自主制作CD-R『RedBricks』のみである（現在は廃盤）。
2003年　自主制作CD「アン・ボヤージュ」をリリース。
2005年リリースの3rd CD『JUSQUA』がクレモンティーヌの手に渡り共演を果たす。クレモンティーヌと共演した「ロマンスの祈り」（原曲は 祈りのボレロ）と、「海と風」（原曲は 三条大橋の下で）が フランス映画『ぼくを葬る』に起用される。
そして、ギターデュオ・ゴンチチのライブのオープニングアクトとして出演。
また、代表曲「Gypsy Dance」が、マックスファクターが展開する高級化粧品ブランドSK-IIのアドバンストサインズトリートメントのCMにタイアップされる。
その後、ヴァイオリニスト葉加瀬太郎が音楽総監督を務めるレーベル HATS のイベント HATS MUSIC FES'07 に出演。HATS MUSIC FES'07 で共演したチェリストの柏木広樹とのレコーディングも実現する。
2007年7月、ハッツ・アンリミテッドよりデビュー。（サウンドプロデュース 鳥山雄司）

## 名前の由来
jusqu'à Grand-Pèreとは、フランス語で「おじいさんになるまで」という意味で、ともに白髪になるまで音楽活動を続けて行きたいという気持ちからこの名前になった。

## メンバー
高井博章
アコースティック・ギター。静岡県産まれ。滋賀県在住。ジュスカの代表曲の多くを作曲している。愛用のギターはマカフェリ。静岡県出身であるが、幼少時代から現在まで滋賀県に住んでおり、話し言葉も関西弁である。中学2年生のころにギターに出会い、高校・大学時代は軽音楽部の部長、幹事長を務める。自ら結成したバンドは多数の賞を受賞し、卒業後プロとして活動を始める。1991年にはヤマハバンドエキスプロージョンで金メダルを受賞。その後セッションギタリストとして活動の場を広げ、メジャーアーティストのレコーディングやライブサポートなどをこなしつつ、自分らしいスタイルを追求する。作曲家　ギタリスト。
ひろせまこと
ヴァイオリン。京都府出身。本名は廣瀬 誠。音楽一家の長男として生まれ、5歳からヴァイオリンをはじめ、クラシック音楽一筋の幼少時代を過ごす。しかし、中学・高校時代はロックやブルースに目覚め、デモテープ作りにはまる。大学では一転してクラシックを4年間みっちりと勉強し、ジャズにも興味を持つ。
卒業後、コンピューターゲーム作曲やオーケストラの指揮・演奏後進の指導などクラシック演奏家として活動をする。作曲家　ヴァイオリニスト。

## ディスコグラフィー
- RedBricks（2002年、清水健太郎(Bass)参加、CD-R自主製作盤、廃盤）
- en Voyage （2003年JGRecords）
- JUSQUA （2005年、UpHill Records）
- Melting Point (2006年、DISCUS)
- mineral life （2007年、ハッツ・アンリミテッド）
- Aura Dramatique (2008年、オムニバスアルバム、「Gypsy Dance 2007」「ロマンスの祈り feat. クレモンティーヌ」収録）
- DreamsII (2008年、オムニバスアルバム、「三条大橋の下で」収録）
- Fusion Flamenco(2008年、オムニバスアルバム「Gypsy Dance」収録 ソニー)
- トツキトウカ（2008年、オムニバスアルバム「休日とブランコ」収録）
- Dansez （2008年、ハッツ・アンリミテッド）
- 夢桜〜幾千の願い〜（2009年）
- Kyoto et moi〜Pavane(2009年)
- 夏の恋は虹色に輝く　フジTV系月9ドラマ サウンドトラック 「ゆっくり行こうよ収録」（2010年）
- Making of 百年の恋 Demo Session （2011年 廃盤）
- 千年の戀 （2012年、HARBOR RECORDS〈日音〉）
- Deux-2-  (2014年、Daiwa  Sakura Records)
- 雲錦（うんきん）(2016年、Daiwa Sakura Aid)
- MIDNIGHT STROLL(2017年、６曲入りミニアルバム　Daiwa Sakura Records)

## タイアップ
- 「Your Smile」 - NHK総合 『とっておき関西』 BGM
- 「じゃらんじゃらん」 - NHK総合 『とっておき関西』 BGM
- 「ひだまりの休息」 - 株式会社アレンジ・株式会社グレート CMソング
- 「For You」 - 有馬温泉街道すずらんの湯 CMソング
- 「祈りのボレロ」 - 映画 『ぼくを葬る』イメージソング
- 「三条大橋の下で」 - 映画 『ぼくを葬る』 イメージソング
- 「Gypsy Dance」 - SK-IIアドバンスト サインズ トリートメント CMソング
- 「めざめ〜Reveil」 - SK-IIサインズ デュアル トリートメントマスク CMソング
- 「Chante! Danca Soul 〜太陽の喜び」 SK-II アドバンスト サインズ トリートメント CMソング
- 「ロマンスの祈り」「海と風」 - 映画『ぼくを葬る』 イメージソング
- 「Tango Street」 - SK-IIサインズ トリートメント トータリティー/サインズ トランスフォーム ファンデーション/サインズ デュアル トリートメントマスク CMソング
- NHK BSプレミアム 特番「笑う君にはフク来たる」音楽担当。
- 「夢桜」 - Daiwa Sakura Aid テーマ曲　※ミュージックビデオ制作 クローヴプラスワン
- 「凸凹クッキング」 - NHK BS 「おとうさんといっしょ」
- 「めざめ〜Reveil」- NHK総合テレビジョン『おはよう関西』テーマ・エンディング曲